# 證件

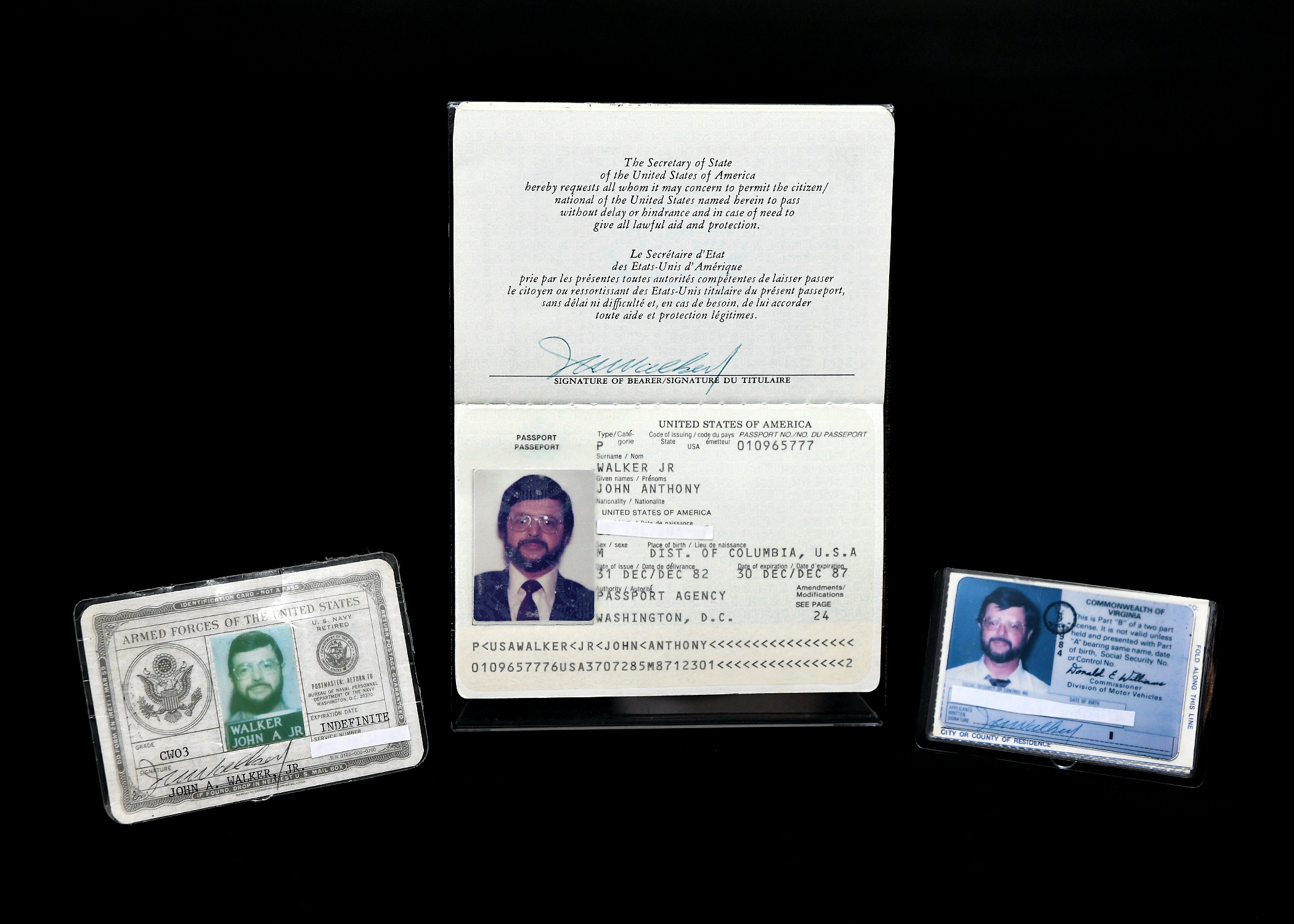
不同类型的证件

证件（英語：Identity document, ID）代指所有由政府签发的，专门用于表明某个人身份的文件记录。
如果该证件是塑料卡形式，则一般称之为身份证（英語：identity card，简称IC卡或ID卡）。如果证件中包含了照片肖像，则称之为照片證件（英語：photo ID）。在某些国家或地区，持有证件可能是强制性的，也可能是非强制性的。
证件用于将一个人与其信息（通常在数据库中）联系起来。证件和数据库之间的联系基于证件上存在的个人信息，例如持证人的全名、出生日期、地址、身份证号码、证件号码、性别、民族/国籍身份等。一个独一无二的证件号码通常是确保信息安全的最佳方式，但有些国家没有这样的号码或不在证件上显示它们。
在没有明确的身份证制度的情况下，许多国家或地区可能会接受其他证件（例如驾照）来验明身份。一些国家可能不接受以驾照作为合法的身份证件，通常是因为在这些国家里，驾照不会过期且可能老化或易于伪造。与之相比，大多数国家则都接受护照作为一种合法证明身份的形式。

## 拓展阅读
- Kruger, Stephen. "Documentary Identification in the Nascent American Police State" (2012). .
- Kruger, Stephen. "Police Demands for Hong Kong Identity Cards" (2012). .